# Annie Gorassini
 (janvier 2016).
Si vous disposez d'ouvrages ou d'articles de référence ou si vous connaissez des sites web de qualité traitant du thème abordé ici, merci de compléter l'article en donnant les références utiles à sa vérifiabilité et en les liant à la section « Notes et références ».
Annie Gorassini (nom de naissance Anna Gorassini), née à Milan en 1941, est une actrice italienne.

## Biographie
Annie Gorassini débute au cinéma en 1959 dans Tipi da spiaggia de Mario Mattoli. Elle tourne tous ses films pendant les années 1960, son film le plus important étant Huit et demi (1963) de Federico Fellini.
À la fin des années 1960, Annie Gorassini, proche d'Antonio Cifariello, change de métier en devenant journaliste. Elle a assuré entre autres une rubrique animalière à la Rai (Uno Mattina). Au cours des années 1970, elle compose des chansons pour enfants et pour des artistes comme Ornella Vanoni et Nino Manfredi.

## Filmographie partielle
- 1959 : Tipi da spiaggia de Mario Mattoli
- 1960 : Ces sacrées Romaines (I baccanali di Tiberio) de Giorgio Simonelli
- 1960 : Messaline (Messalina, Venere imperatrice) de Vittorio Cottafavi
- 1960 : Un mandarino per Teo de Mario Mattoli
- 1960 : Saffo, venere di Lesbo de Pietro Francisci
- 1961 : L'Épave de Giovanni Paolucci et Michael Cacoyannis
- 1961 : Vulcano, figlio di Giove de Emimmo Salvi
- 1961 : Le magnifiche 7 de Marino Girolami
- 1961 : Vacanze alla baia d'argento de Filippo Walter Ratti
- 1962 : Vulcano, figlio di Giove d'Emimmo Salvi
- 1962 : Les Pilules d'Hercule (Le pillole di Ercole) de Luciano Salce
- 1962 : Un dimanche d'été de Giulio Petroni
- 1963 : Huit et demi de Federico Fellini
- 1963 : Le monachine de Luciano Salce
- 1963 : Le tardone de Marino Girolami
- 1963 : Carosello di notte d'Elio Belletti
- 1963 : I terribili 7 de Raffaello Matarazzo
- 1963 : I marziani hanno 12 mani de Franco Castellano et Giuseppe Moccia
- 1963 : La ballata dei mariti de Fabrizio Taglioni
- 1963 : Le Succès (Il successo) de Dino Risi et Mauro Morassi
- 1964 : Due mattacchioni al Moulin Rouge de Giuseppe Vari
- 1964 : Il gaucho de Dino Risi
- 1964 : 002 agenti segretissimi de Lucio Fulci
- 1964 : Veneri al sole de Marino Girolami
- 1964 : Un vrai crime d'amour (Delitto d'amore) de Juan de Orduña
- 1964 : Le sette vipere de Renato Polselli
- 1965 : Gli amanti latini de Mario Costa
- 1965 : La violenza e l'amore d'Adimaro Sala
- 1965 : Un treno è fermo a Berlino de Rolf Haedrich
- 1965 : Questo pazzo, pazzo mondo della canzone de Bruno Corbucci et Giovanni Grimaldi
- 1967 : La notte pazza del conigliaccio d'Alfredo Angeli
- 1967 : El rojo de Leopoldo Savona
- 1968 : Danger : Diabolik ! de Mario Bava